# L'amore è un dio
L'amore è un dio. Il sesso e la polis è un saggio di sessuologia e sociologia di Eva Cantarella, pubblicato da Feltrinelli nel 2007. 

## Genesi
Il libro è nato da una serie di trasmissioni radio, Sex and the polis, durante la quale l'autrice raccontava attraverso i personaggi e le coppie greche più celebri l'esperienza amorosa vissuta nella Grecia Antica

## Edizioni
- Eva Cantarella, L'amore è un dio. Il sesso e la polis, Milano, Feltrinelli, 2007, ISBN 978-88-0749-052-1.